# Prêmio Globo de Melhores do Ano de melhor ator de série
O Prêmio Globo de Melhores do Ano para Melhor Ator de Série é um prêmio anual destinado a melhor interpretação masculina da televisão brasileira da TV Globo.
Entre 1995 e 2019, a premiação foi apresentada pelo apresentador Faustão durante o Domingão do Faustão, passando a ser realizada a partir de 2021 pelo Domingão com Huck sob a apresentação do apresentador Luciano Huck. Os nomes anteriores do prêmio incluem "Melhor Ator de Série ou Minissérie" (2014) e "Melhor Ator de Série, Minissérie ou Seriado" (2015–2016).

## História
Seu título já foi alterado algumas vezes, na estreia da categoria em 2014 foi intitulado "Ator de Série/Minissérie", entre 2015 e 2016 mudou para "Ator de Série, Minissérie ou Seriado" e em 2017 foi alterado para o título atual. O ator Júlio Andrade é o único ator a ganhar mais de uma vez, totalizando quatro vitórias pela série Sob Pressão, sendo três consecutivas.

## Vencedores e indicados
|  | Indica o vencedor |

### Década de 2010
Fonte: 
| Ano  | Intérprete       | Série                 | Personagem                        |
| ---- | ---------------- | --------------------- | --------------------------------- |
| 2014 | Bruno Gagliasso  | Dupla Identidade      | Edu (Eduardo Borges)              |
| 2014 | Cauã Reymond     | Amores Roubados       | Leandro Dantas                    |
| 2014 | Vladimir Brichta | Tapas & Beijos (T4)   | Armane Vilar                      |
| 2015 | Vladimir Brichta | Tapas & Beijos (T5)   | Armane Vilar                      |
| 2015 | Enrique Díaz     | Felizes para Sempre?  | Cláudio Drummond                  |
| 2015 | Lázaro Ramos     | Mister Brau (T1)      | Bráulio Pederneiras / Mister Brau |
| 2016 | Jesuíta Barbosa  | Justiça (T1)          | Vicente Menezes                   |
| 2016 | Cauã Reymond     | Justiça (T1)          | Maurício Pereira de Oliveira      |
| 2016 | Lázaro Ramos     | Mister Brau (T2)      | Bráulio Pederneiras / Mister Brau |
| 2017 | Júlio Andrade    | Sob Pressão (T1)      | Dr. Evandro Moreira               |
| 2017 | Lázaro Ramos     | Mister Brau (T3)      | Bráulio Pederneiras / Mister Brau |
| 2017 | Renato Góes      | Os Dias Eram Assim    | Renato Reis                       |
| 2018 | Alexandre Nero   | Onde Nascem os Fortes | Pedro Gouveia                     |
| 2018 | Lázaro Ramos     | Mister Brau (T4)      | Bráulio Pederneiras / Mister Brau |
| 2018 | Rodrigo Lombardi‎ | Carcereiros (T1)      | Adriano Ferreira de Araújo        |
| 2019 | Júlio Andrade    | Sob Pressão (T3)      | Dr. Evandro Moreira               |
| 2019 | Antonio Calloni  | Assédio               | Dr. Roger Sadala                  |
| 2019 | Rodrigo Lombardi | Carcereiros (T2)      | Adriano Ferreira de Araújo        |

### Década de 2020
Fonte: 
| Ano  | Intérprete           | Série                       | Personagem                                      |
| ---- | -------------------- | --------------------------- | ----------------------------------------------- |
| 2020 | Não houve premiação. | Não houve premiação.        | Não houve premiação.                            |
| 2021 | Júlio Andrade        | Sob Pressão: Plantão Covid  | Dr. Evandro Moreira                             |
| 2021 | Bruno Mazzeo         | Diário de Um Confinado      | Murilo Barros                                   |
| 2021 | Marcelo Mello Jr.    | Arcanjo Renegado (T1)       | Mikhael Afonso                                  |
| 2022 | Júlio Andrade        | Sob Pressão (T5)            | Dr. Evandro Moreira                             |
| 2022 | Edmilson Filho       | Cine Holliúdy               | Francisgleydisson Peixoto da Silveira (Francis) |
| 2022 | Marcelo Mello Jr.    | Arcanjo Renegado (T2)       | Mikhael Afonso                                  |
| 2023 | Eduardo Sterblitch   | Os Outros (T1)              | Sérgio Nogueira                                 |
| 2023 | Luís Miranda         | Encantado's                 | Eraldo Ponza                                    |
| 2023 | Milhem Cortaz        | Os Outros (T1)              | Wando                                           |
| 2024 | Juan Paiva           | Justiça 2                   | Balthazar Gomes da Silva                        |
| 2024 | Eduardo Sterblitch   | Os Outros (T2)              | Sérgio Nogueira                                 |
| 2024 | Júlio Andrade        | Betinho - No Fio da Navalha | Herbert José de Souza (Betinho)                 |

## Estatísticas e recordes
| Sub-categoria                                    | Melhor Ator de Série | Melhor Ator de Série |
| ------------------------------------------------ | --- | -------------------- |
| Ator com mais prêmios                            | Júlio Andrade (4), três vezes consecutivas                                                                               |                      |
| Atores com mais indicações                       | Júlio Andrade (5), Lázaro Ramos (4), Cauã Reymond (2), Vladimir Brichta (2), Rodrigo Lombardi (2), Marcelo Mello Jr. (2) |                      |
| Atores com mais indicações sem nunca ter ganhado | Lázaro Ramos (4), Cauã Reymond (2), Rodrigo Lombardi (2), Marcelo Mello Jr. (2)                                          |                      |
| Ator mais jovem a ganhar                         | Jesuíta Barbosa aos 25 anos por Justiça (2016)                                                                           |                      |
| Ator mais jovem a ser indicado                   | Juan Paiva aos 26 anos por Justiça 2 (2024)                                                                              |                      |
| Ator mais velho a ganhar                         | Alexandre Nero aos 48 anos por Onde Nascem os Fortes (2018)                                                              |                      |
| Ator mais velho a ser indicado                   | Antônio Calloni aos 58 anos por Assédio (2019)                                                                           |                      |
| Ator estrangeiro indicado                        | Enrique Díaz do Peru por Felizes Para Sempre? (2015)                                                                     |                      |